# Fredrik Håkansson
Fredrik Håkansson, född 2 augusti 1975, är en svensk bordtennisspelare.
Han började spelade för BTK Serve, Laholm fram till 1992 då han gick över till Falkenbergs BTK. Därefter gick han 1995 över till Halmstad BTK. Efter en internationell sejour i TTF Liebherr Ochsenhausen (där han blev lagmästare i tyska Bundesligan 2000) återvände han 2000 till Sverige och Ängby SK. Därefter fortsatte han med spel i omväxlande utomlands (Levallois, Frankrike (2001-2003) och ASD IL Circolo Catania, Italien (2006-2008)) och i Sverige (Halmstad BTK 2003-2006).
Mellan 1998 och 2002 spelade han fem SM-finaler i rad och vann fyra av dem.  

## Meriter
VM: 
- Guld Lag: 2000
- Brons Lag: 2001

EM:
- Guld Lag: 2000, 2002

SM:
- Guld Singel: 1998, 2000, 2001, 2002, 2004
- Silver Singel: 1999
- Guld Dubbel: 1995, 2001, 2003, 2004
- Guld Mixed Dubbel: 1997, 1998, 2001

Tyska mästerskapen
- Guld lag: 2000 (medTTF Liebherr Ochsenhausen)